# Bandera de Seva
La bandera oficial de Seva té la següent descripció:
Bandera apaïsada, de proporcions dos d'alt per tres de llarg, verda, amb un pal central blanc de gruix 2/0 de la llargària del drap i dos altres pals grocs de gruix 1/8, juxtaposats a cada costat del blanc.

## Història
Va ser publicat en el DOGC el 19 de maig del 1998.

## Curiositats
Té una forta semblança amb la bandera de Nigèria.

Bandera de Nigèria.